# Tadeusz Przybysz
Tadeusz Przybysz (ur. 2 listopada 1921, zm. 28 października 1991) – pułkownik Wojska Polskiego.
W 1946 rozpoczął służbę w Sekcji Personalnej Oddziału II SG WP. W listopadzie 1950 przeniesiony został do Kierownictwa Oddziału II SG WP. W 1951 rozpoczął długoletnią służbę w Zarządzie II SG WP. Był m.in. szefem Oddziału  Agenturalnego Wywiadu Operacyjnego (tzw. Oddział "A") przy Zarządzie II Sztabu Generalnego Wojska Polskiego
Bibliografia
- Leszek Pawlikowicz, Tajny front zimnej wojny. Uciekinierzy z polskich służb specjalnych 1956-1964, Oficyna Wydawnicza Rytm, Warszawa 2004, ISBN 83-7399-074-7.
- Wielki Leksykon Służb Specjalnych Świata, Jan Larecki Wydawnictwo Książka i Wiedza, Warszawa 2007 ISBN 978-83-05-13484-2